# Phnom Chisor
Phnom Chisor (in khmer:ប្រាសាទភ្នំជីសូរ) è un antico tempio khmer situato nel distretto di Samraŏng, provincia di Takéo, circa 42 km a sud di Phnom Penh, in Cambogia.
Sorge sul margine orientale di una collina (phnom) e fu costruito nell'XI secolo dal re Suryavarman I, con aggiunte e modifiche posteriori. Il nome originale era Suryaparvata ("montagna di Surya", divinità solare indu) ed era dedicato a Shiva e Visnù.
Dal Tonle Om, il baray del tempio, una strada di circa 1 km orientata sull'asse est-ovest conduce attraverso due porte cruciformi a una scalinata in laterite che porta al complesso principale. Lungo la strada vi sono Son Reveang, attualmente adibito a tempio buddista e, Sen Thmol, ai piedi della collina.
L'accesso al complesso, di pianta quadrata di meno di 60 m di lato, avviene attraverso il gopura orientale, che si apre nella recinzione in laterite, la quale presenta verso l'interno gallerie e sale. Il complesso è costituito da un santuario centrale in mattoni e laterite, con pilastri, frontoni e architravi scolpiti in arenaria, cinque santuari minori e due "biblioteche" in mattoni.
Gli architravi delle porte riportano perlopiù scolpito un kāla centrale a protezione del santuario. I bassorilievi riportano scene tipiche della mitologia induista: Shiva e Uma che cavalcano il toro sacro Nandi, la nascita di Brahmā dall'ombelico di Vishnu disteso su un serpente sull'oceano primordiale, Shiva impegnato nella Tāndava, Indra che cavalca l'elefante a tre teste.
Il complesso è sopravvissuto a un bombardamento statunitense nel 1973. Circa 5 km a ovest di Phnom Chisor si trova il Prasat Neang Khmau ("tempio della vergine nera").